# Resolución 2031 del Consejo de Seguridad de las Naciones Unidas
La Resolución 2031 del Consejo de Seguridad de las Naciones Unidas, aprobada el 21 de diciembre de 2011 en la sesión número 6696, es una resolución que trata la situación en la República Centroafricana, en la que se «expresa seria preocupación» por las noticias de que persisten las violaciones de los derechos humanos, en particular las ejecuciones extrajudiciales y las restricciones a las libertades civiles, además de instar a:
- El Gobierno de la República Centroafricana a asegurar que se respete plenamente la libertad de expresión y de reunión, incluso para los partidos de la oposición, así como el estado de derecho, elementos esenciales para la democracia.

- Los partidos de la oposición y al Gobierno a que entablen un diálogo constructivo para establecer un entorno que facilite la igualdad de oportunidades durante el período previo al próximo ciclo electoral de la república.

De la misma forma, el Consejo reitera su pleno apoyo al proceso de paz de Yibuti y la Carta Federal de Transición, que constituyen el marco para lograr una solución política duradera en Somalia, y exhorta al Gobierno de la República Centroafricana y a todos los grupos armados a que mantengan su compromiso con el proceso de reconciliación nacional observando plenamente las recomendaciones del diálogo político inclusivo concluido en 2008, exigiendo que todos los grupos armados cooperen con el Gobierno en el proceso de desarme, desmovilización y reintegración.
Por último, también «condena enérgicamente» las incesantes violaciones del derecho internacional humanitario y de las normas de derechos humanos, incluido el reclutamiento y la utilización de niños, las muertes y mutilaciones, las violaciones, la esclavitud sexual y las demás formas de violencia sexual y los secuestros llevados a cabo por los grupos armados, y en concreto por el LRA, que representan una amenaza para la población y para la paz y la estabilidad de la República Centroafricana y la subregión.